# イプヘケ

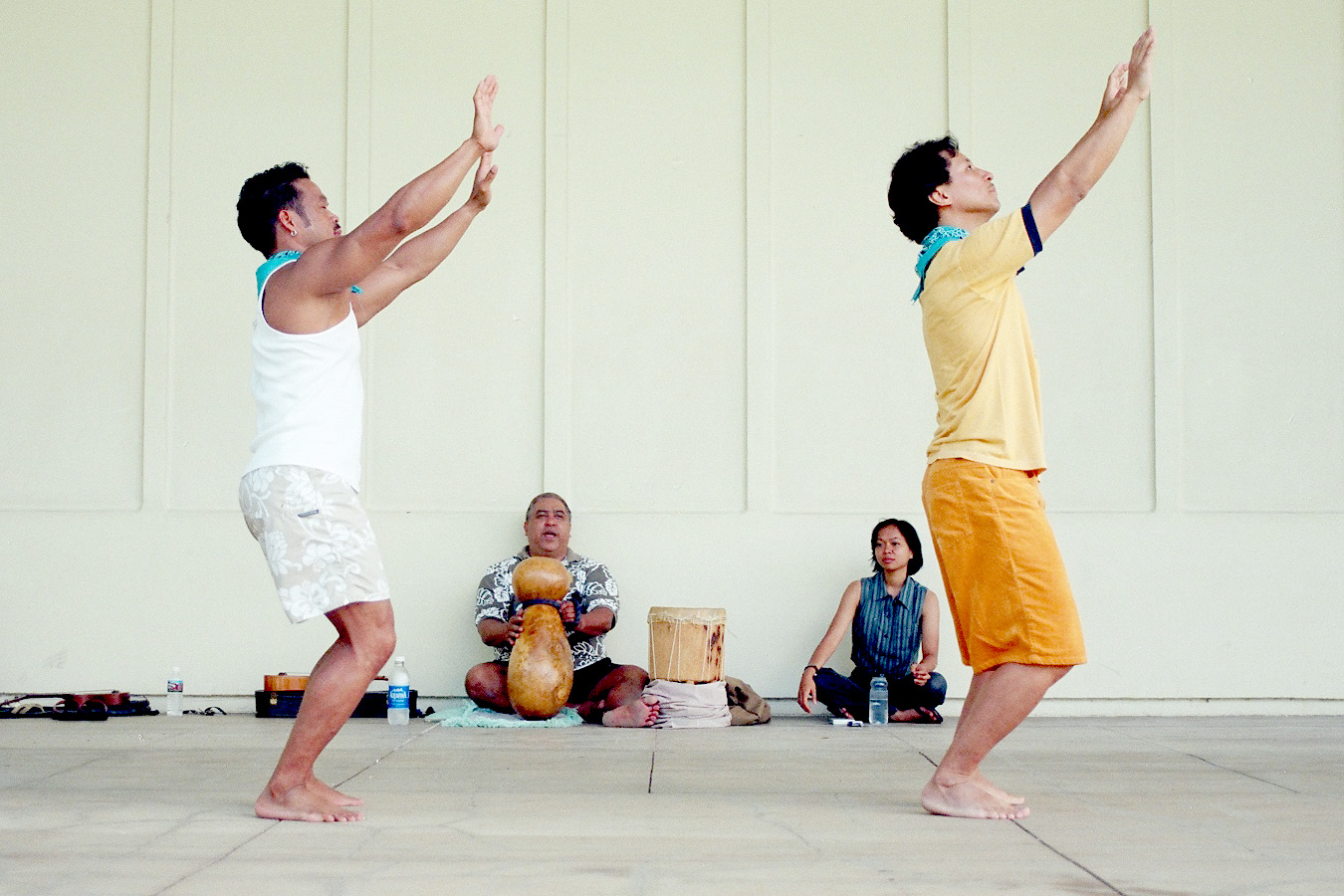
イプヘケの演奏によるフラ。左奥に座っている男性の前にある楽器がイプヘケである。

イプヘケ（ipu heke）は、ポリネシアの中でハワイ特有の打楽器である。瓢箪の中身を掻き出した物を二つ重ねて作られる。ハワイ語でイプは瓢箪、ヘケは「上の」という意味である。上の部分のついていない1個だけの瓢箪の楽器はイプまたはイプヘケ・オレという。床に底を打ち付けるか、手で叩いて音を出す。上の部分は頭だからという理由でたたかない演奏者もいる。主としてフラの伴奏に用いられるが、フラのダンサーが踊りながら使用する場合もある。ウリウリとともにハワイを代表し、特に古典フラ（フラ・カヒコ）において欠かすことのできない楽器である。